# گاه فراموشی
گاه فراموشی آلبومی از همایون شجریان است که در سال ۱۴۰۱ توسط مؤسسه فرهنگی هنری هزار و چهارصد آریا منتشر شد. ضبط موسیقی این آلبوم در استودیو «ویوگاردن» اتریش و استودیو «صبا» ایران انجام شده است. این دومین همکاری همایون شجریان با فردین خلعتبری بعد از آلبوم «امشب کنار غزل‌های من بخواب» است. آلبوم گاه فراموشی ۲۲ اردیبهشت ۱۴۰۱ در تالار وحدت با حضور همایون شجریان، فردین خلعتبری و تهیه‌کننده رونمایی شد.

## نوازندگان
از جمله نوازندگان این آلبوم می‌توان به «بیورن مه یر» (Björn Meyer)، «کلاوس گزینگ» (Klaus Gesing)، «کارلو نیدرهاوزر» (Carlo Niederhauser) و «فردریک ژیل» (Frédéric Gilles) اشاره کرد. فردین خلعتبری، آهنگ‌ساز «گاه فراموشی»، قطعات این آلبوم را بر روی سروده‌هایی از خود، تصنیف کرده است.

## موزیک ویدئو
رؤیا نونهالی نیز به‌عنوان بازیگر در موزیک ویدئوی یکی از قطعات این آلبوم به نقش‌آفرینی پرداخته است.

## قطعات آلبوم

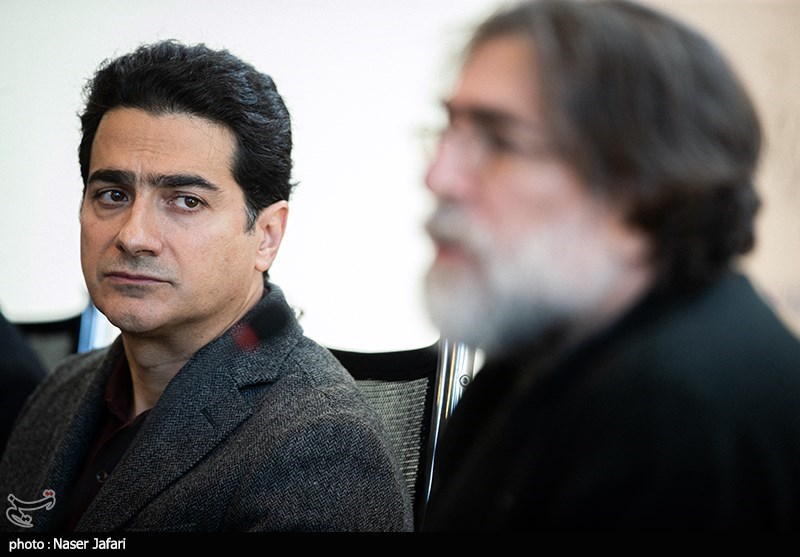
نشست خبری رونمایی از آلبوم «گاه فراموشی» با حضور همایون شجریان و فردین خلعتبری

متن همهٔ ترانه‌ها توسط فردین خلعتبری نوشته و موسیقی همهٔ آنها توسط فردین خلعتبری ساخته شده‌است.
| شماره | نام             | مدت   |
| ----- | --------------- | ----- |
| ۱.    | «گاه فراموشی»   | ۰۶:۱۴ |
| ۲.    | «در شب بی تو»   | ۰۶:۱۶ |
| ۳.    | «پی در پی»      | ۰۶:۱۳ |
| ۴.    | «مشتاق توأم»    | ۰۳:۳۰ |
| ۵.    | «با تو مست»     | ۰۵:۲۱ |
| ۶.    | «خواب خاکی»     | ۰۷:۳۸ |
| ۷.    | «محرم به اسرار» | ۰۴:۲۶ |
| ۸.    | «نشان»          | ۰۳:۵۰ |

## نقد و بررسی

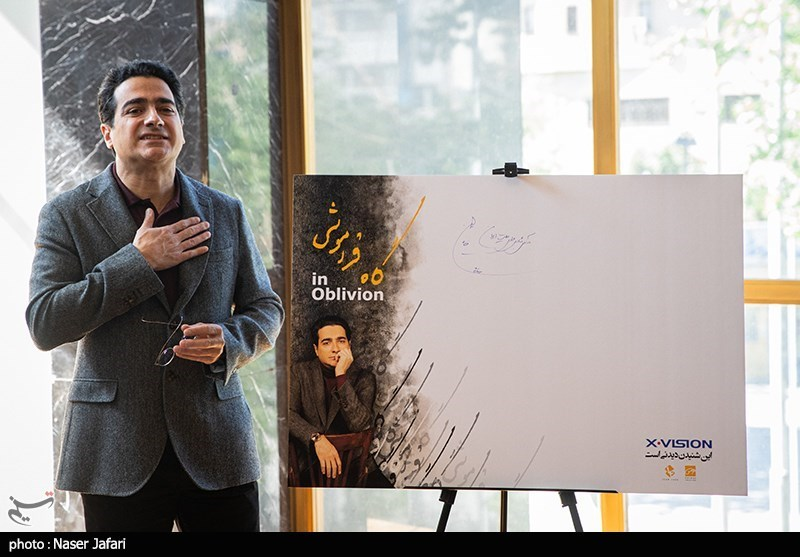
همایون شجریان در نشست خبری رونمایی از آلبوم «گاه فراموشی»

گاه فراموشی تلفیقی از موسیقی ایرانی و موسیقی جاز است، اثری که ۸ قطعه دارد. سه قطعه بالای ۶ دقیقه، یک قطعه بالای ۷ دقیقه، یک قطعه ۵ دقیقه، یک قطعه سه دقیقه و یک قطعه ۴ دقیقه در این آلبوم وجود دارد. این در حالی است که زمان شنیدن آثار موسیقی عرضه شده در طول یک دهه اخیر بین ۳ تا ۴ دقیقه بوده است. در برخی قطعه‌ها، ضعف شعر کاملاً مشهود است.
همایون شجریان دربارهٔ این آلبوم گفت:
| « | آلبوم «گاه فراموشی» هم‌آمیزی از موسیقی ایرانی و موسیقی جَز است. نقطه مشترک این دو موسیقی، بداهه‌نوازی و بداهه‌خوانی است که در این آلبوم از این نقطه مشترک استفاده شده است. فردین جان موسیقی را روی سروده‌های خودش ساخته است. | » |